# 지니 바이런

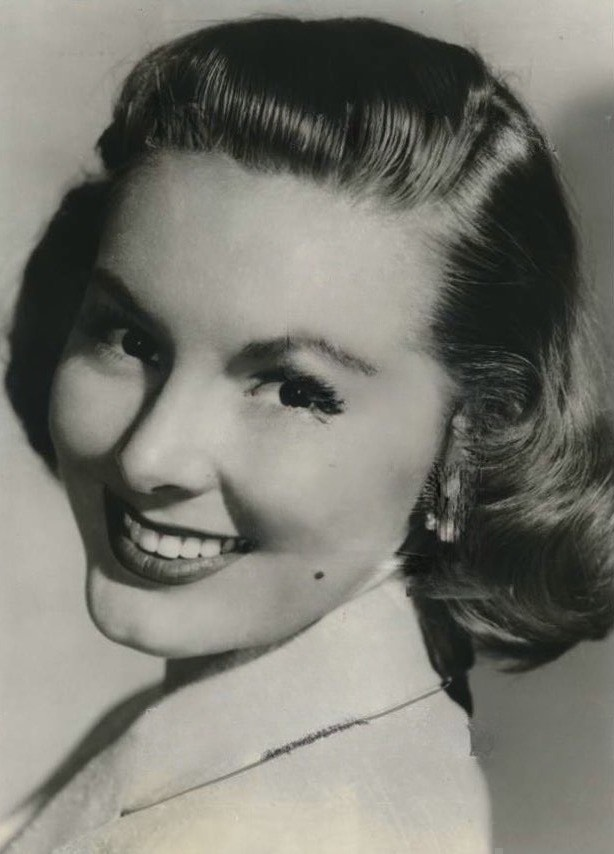

지니 바이런(Imogene Burkhardt, 1925년 12월 10일 ~ 2006년 2월 3일)은 미국의 연극 배우, 텔레비전 배우, 영화배우, 가수이다. 퍼듀카에서 태어났으며 모빌에서 사망하였다.

## 영화
- 발렛 걸스 (1987년)
- 여형사 페페 (1974년)
- 경찰 초년병 (1972년)